# Samantha Hill
Samantha Hill (Honolulu, 8 giugno 1992) è un'ex pallanuotista statunitense.
Ha vinto la medaglia d'oro a Rio de Janeiro 2016.

## Palmarès
- Giochi olimpici

Rio de Janeiro 2016: oro.
- Mondiali

Kazan 2015: oro.
- Giochi panamericani

Toronto 2015: oro.